# Mammillaria melanocentra

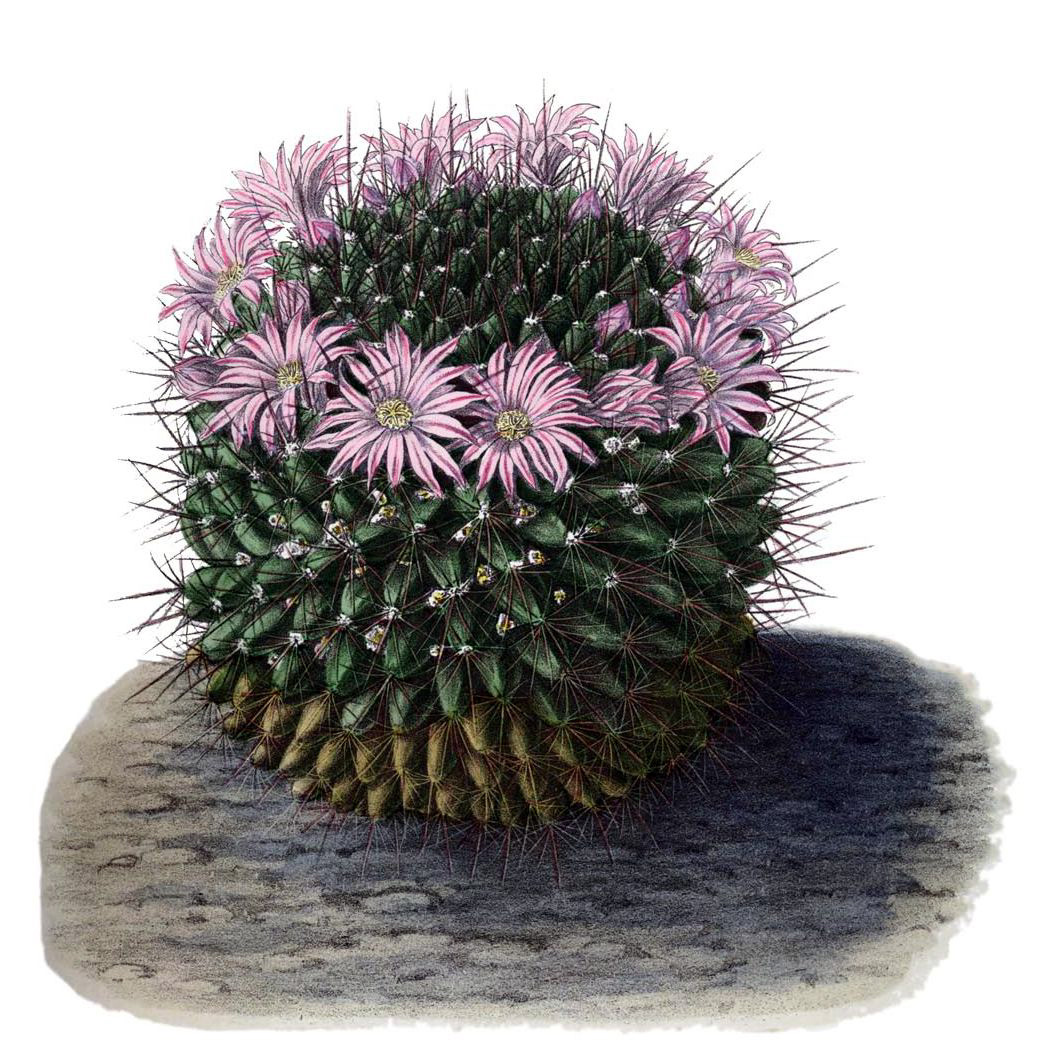
Mammillaria melanocentra auf der Tafel 129 von 1911 aus Blühende Kakteen

Mammillaria melanocentra ist eine Pflanzenart aus der Gattung Mammillaria in der Familie der Kakteengewächse (Cactaceae). Das Artepitheton melanocentra bedeutet ‚mit schwarzem Mitteldorn‘.

## Beschreibung
Mammillaria melanocentra wächst einzeln mit niedergedrücktem Körper. Die kugeligen, glauk-grünen Triebe werden bis zu 16 Zentimeter hoch und 10 bis 12 Zentimeter im Durchmesser groß. Die großen Warzen sind fest, pyramidal, vierkantig, gekielt und führen reichlich Milchsaft. Die Axillen sind zuerst mit Wolle besetzt, dann später nackt. Ein kräftiger, pfriemlich schwarzer Mitteldorn ist vorhanden. Die 4 bis 13 Randdornen sind kräftig aber auch ungleich. Die jüngeren sind weiß bis schwarz, im Alter hellgrau gefärbt. Sie werden 0,6 bis 2,2 Zentimeter lang, wobei die untersten am längsten sind.
Die Blüten sind weißlich, leuchtend tiefrosa oder leuchtend karminrot. Sie sind bis zu 2 Zentimeter lang wie auch im Durchmesser groß. Die Früchte sind keulig, rosa bis scharlachrot und 3 Zentimeter lang. Sie enthalten braune Samen.

## Verbreitung, Systematik und Gefährdung
Mammillaria melanocentra ist in den mexikanischen Bundesstaaten Coahuila, Durango, Nuevo León und Tamaulipas verbreitet.
Die Erstbeschreibung erfolgte 1855 durch Heinrich Poselger.
Es werden folgende Unterarten unterschieden:
- Mammillaria melanocentra subsp. melanocentra:
Die Nominatform hat 7 bis 9 schwarze Randdornen und leuchtend tiefrosa farbene Blüten.
- Mammillaria melanocentra subsp. rubrograndis (Repp. & A.B.Lau ex Repp.) D.R.Hunt:
Die Erstbeschreibung als Mammillaria rubrograndis erfolgte 1979 durch Werner Reppenhagen.[2] David Richard Hunt stellte die Art 1997 als Unterart zu Mammillaria melanocentra.[3] Die Unterart hat 11 bis 13 gelblich braune Randdornen. Die Blüten sind leuchtend karminrot.

In der Roten Liste gefährdeter Arten der IUCN wird die Art als „Least Concern (LC)“, d. h. als nicht gefährdet geführt.

## Nachweise